# کمپنر (تگزاس)
کمپنر، تگزاس (به انگلیسی: Kempner, Texas) یک شهر در ایالات متحده آمریکا با جمعیت ۱٬۰۰۴ نفر است که در تگزاس واقع شده‌است.

## موقعیت جغرافیایی
موقعیت جغرافیایی شهرها و مناطق اطراف به شرح زیر است: